# Rasmus Ludvigsson

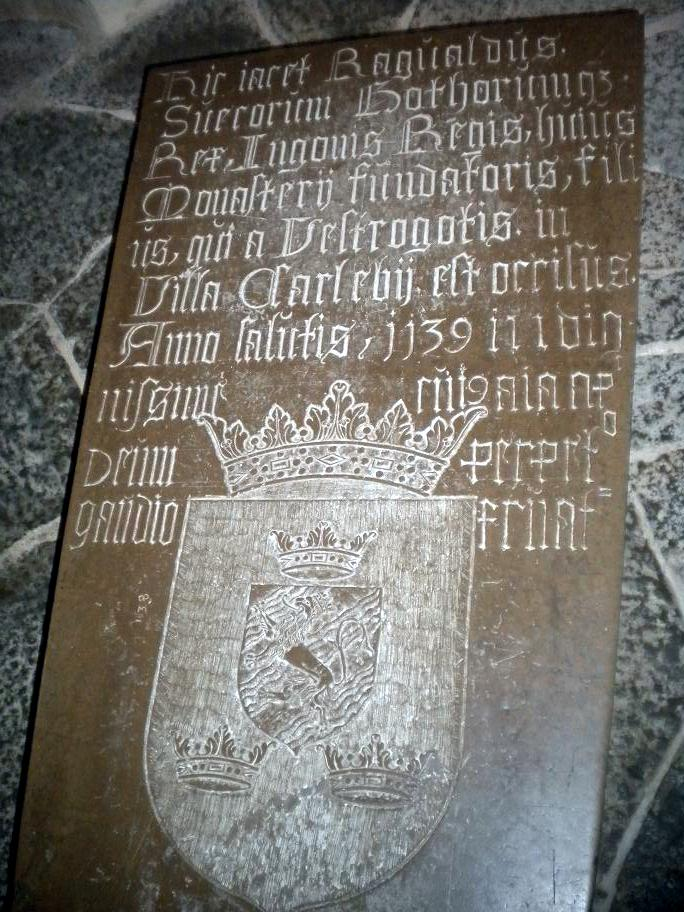
Gravsten i Vreta kloster, utformad av Rasmus Ludvigsson, attribuerad till kung Ragnvald fast det anses vara Ragnvald Ingesson i graven.

Rasmus Ludvigsson, född på sent 1510-tal, död 1594, var en svensk kunglig sekreterare, historieskrivare och genealog. Han var son till bagaren och borgaren Ludvig († 1546) och Anna Persdotter.

## Biografi
Rasmus inskrevs 1539 vid universitetet i Rostock och kom på 1540-talet i Gustav Vasas tjänst. Han omnämns som kunglig kansliskrivare 1542–1549, som kunglig sekreterare från 1555 och fortsatte som sådan under kungarna Erik XIV och Johan III. Han hade i uppdrag att granska kyrkornas och klostrens brev för prövning av konungens rätt till återbördande av gods i anslutning till Västerås recess, och fick därunder en omfattande kännedom om de adliga släkternas ursprung och sammanhang. Sina släktutredningar nedskrev han i en mängd böcker, som nu finns i Riksarkivets Genealogicasamling och i andra offentliga samlingar. Även om tidigare släktböcker av liknande slag finns, har han med goda skäl kallats "Sveriges förste genealog". 
År 1567 anklagades han för att ha gjort falska register och dömdes till döden, men benådades.
Ludvigssons böcker i Geneologicaserien var ämne för en doktorsavhandling av Holger Rosman år 1897 varvid hans uppgifter omvärderades. Tidigare hade hans uppgifter okritiskt tagits för sanning. Åren 1946–1952 utfördes ytterligare en större och mer offentlig genomgång av materialet, av Hans Gillingstam. En släktbok av Ludvigsson som ofta anförs i äldre litteratur brann förmodligen upp vid slottsbranden 1697, men dess innehåll finns bevarat i Skoklostersamlingen och Rålambska samlingen. Rasmus Ludvigssons uppdrag när han skrev sina släkttabeller var att upprätta en inventeringsförteckning över jordabrev i domkyrkornas och klostrens arkiv. Enligt Gillingstam är Ludvigssons släktböcker pålitligast angående samtida släktförhållanden. Gillingstam förmodar att han också har använt ett omfattande, numera förkommet, äldre källmaterial, något som dock Rosman på sin tid förkastade. Förutom historiska handlingar begagnade Ludvigsson sig av Saxos historieverk och andra utländska böcker som vid hans tid fanns i Sverige, gravstenar och epitafier, samt muntligt stoff.
Peder Månsson Utter, troligen släkt med Ludvigsson, fortsatte Ludvigsson arbete, och i vissa böcker i Geneolociaserien finns spår av bådas händer. Enligt Rosman återgår Utters verk på Ludvigssons, men Gillingstam menar att det är svårt att avgöra om det är Utters egna excerpter eller avskrifter.
Rasmus Ludvigssons genealogier har använts som material av efterkommande genealoger, som hämtat kännedom om Sveriges medeltidssläkter och som ännu flera hundra år senare (och delvis ännu idag) varit rådande. Han upprättade även ett register över de gods adeln med orätt "ryckt och rappat" från det forna andliga frälset samt gjorde vidsträckta undersökningar rörande den danska adelns gods i Sverige ävensom den svenska adelns i Danmark. I alla dessa handlingar lämnas viktiga bidrag till medeltidens gods- och släkthistoria. 
Vidare lämnade han en fortsättning till Peder Svarts historia om Gustav Vasa (det är denna, som förr varit känd under namnet "Rasmus Karlssons krönika"). Av hans hand finns även några annalanteckningar rörande Sveriges historia, vilka delvis synes vara hämtade från någon nu förlorad kronologi, samt några smärre skrifter av mindre historisk betydelse.
Till de under Johan III:s tid i Varnhems kyrka och Vreta klosterkyrka nedlagda kungagravstenarna kopierade Rasmus hela eller delar av under reformationen bevarade inskrifter som härstammade från medeltiden för att ersätta äldre stenar som hade tillverkats ungefär fram till 1200-talets slut.